# كأس أنغولا 2016
كأس أنغولا 2016 هو موسم من كأس أنغولا. كان عدد الأندية المشاركة فيه 22، وفاز فيه نادي ريكرياتيفو ديسبورتيفو دو ليبولو.